# Uładzimir Kobiec
Uładzimir Kobiec (biał. Уладзімір Кобец, ros. Владимир Кобец, Władimir Kobiec, ur. 7 listopada 1971 w Słonimie) – białoruski działacz społeczny i polityczny, współzałożyciel ruchu „Żubr”, szef sztabu wyborczego Andreja Sannikawa w wyborach prezydenckich w 2010.

## Życiorys
W 1989 rozpoczął studia na Białoruskim Uniwersytecie Państwowym, gdzie uzyskał specjalność „geograf-ekolog”. W 2000 z wyróżnieniem ukończył studia w Akademii Zarządzania przy Prezydencie Republiki Białorusi i uzyskał dyplom „menedżera-ekonomisty”. Ukończył również kursy zawodowe na Uniwersytecie w Uppsali.
Po ukończeniu studiów został skierowany do pracy w Mińskim Obwodowym Komitecie Zasobów Naturalnych i Ochrony Środowiska, a w 1999 został pracownikiem Ministerstwa Zasobów Naturalnych i Ochrony Środowiska. W 2000 zrezygnował z pracy w rządzie i zaangażował się w działalność opozycyjną. Był jednym z założycieli i koordynatorów ruchu „Żubr”. Współpracował z koordynatorami gruzińskiej organizacji „Kmara” i ukraińskiej organizacji „Pora”. Uczestniczył w wydarzeniach tzw. pomarańczowej rewolucji na Placu Niepodległości w Kijowie. Brał udział w I Forum Społeczeństwa Obywatelskiego Partnerstwa Wschodniego w Brukseli w 2009. Był koordynatorem kampanii obywatelskiej „Europejska Białoruś” ds. międzynarodowych. We wrześniu 2010 został kierownikiem grupy inicjatywnej kandydata w wyborach prezydenckich Andreja Sannikawa.
21 grudnia 2010 został zatrzymany przez funkcjonariuszy KGB i aresztowany. Postawiono mu zarzut organizacji i udziału w „masowych zamieszkach”. 27 stycznia 2011 został zwolniony po podpisaniu oświadczenia o nieopuszczaniu kraju. Później opuścił Białoruś i znalazł się na terytorium Unii Europejskiej. We wrześniu 2011 ujawnił, że w czasie aresztowania był torturowany fizycznie i psychicznie oraz że został zmuszony do podpisania zobowiązania do współpracy z KGB.
Jest członkiem Białoruskiego Towarzystwa Geograficznego.

## Nagrody
Otrzymał medal Ministerstwa Spraw Zagranicznych Słowacji „za osobisty wkład w rozwój demokracji i społeczeństwa obywatelskiego”.

## Życie prywatne
Jest żonaty, ma dwoje dzieci.